# Veliki Andamanci
Veliki Andamanci, skupni naziv za više andamanskih domorodačkih naroda od koje svako ima svoj jezik. Prema podacima iz veljače 2010. opstala su tek 52 pripadnika, od čega 2 do 3 čistokrvna. Danas su mahom hinduisti. Danas ih je najviše na otoku Strait gdje su ih 1970. preselile indijske vlasti. Obuhvaćaju narode Bale, Aka, Bo, Cari, Jeru, Juwoi, Kede, Kol, Kora i A-Pucikwar. Neki od ovih naroda su izumrli. U trenutku dolaska britanskih kolonijalista Velikih Andamanaca bilo je oko 5 000. Stradali su od bolesti i britanskih napada. Živjeli su od sakupljanja plodova i lova na svinje, varane i ribe lukom i strijelama.